# 国立病院機構熊本医療センター
独立行政法人国立病院機構熊本医療センター（どくりつぎょうせいほうじんこくりつびょういんきこうくまもといりょうセンター）は、熊本県熊本市中央区二の丸に所在する独立行政法人国立病院機構運営の病院である。旧称は国立熊本病院で、2004年4月1日に現在の名称となった。熊本県に4つある国立病院機構の病院のうちのひとつである。政策医療分野における国際医療協力、長寿医療の基幹医療施設、がん、循環器病、精神疾患、感覚器疾患、血液・造血器疾患の専門医療施設である。2024年6月時点、熊本県選挙管理委員会より、不在者投票のできる施設の一つとして指定されている。

## 沿革
（この節の出典）
- 1871年（明治4年）12月 - 鎮西兵団病院開設
- 1873年（明治6年）10月 - 熊本鎮台病院に改称
- 1881年（明治14年） - 熊本陸軍病院に改称
- 1888年（明治21年） - 熊本衛戍（えいじゅ）病院に改称
- 1936年（昭和11年） - 熊本陸軍第一病院に改称
- 1945年（昭和20年）12月1日 - 厚生省に移管し、国立熊本病院となる。
- 1949年（昭和24年）5月29日 - 昭和天皇が行幸（昭和天皇の戦後巡幸）[3]。
- 2004年（平成16年）4月1日 - 国立病院の独立行政法人化に伴い、独立行政法人国立病院機構熊本医療センターとなる。

## 診療科
- 総合医療センター（総合診療科、血液・膠原病科、呼吸器センター（呼吸器科）、脳神経センター(神経内科）、内分泌・代謝内科（糖尿病センター）、腎センター（腎臓内科））
- 消化器病センター（消化器科、超音波診断室、内視鏡室）
- 心臓血管センター（循環器科、心臓血管外科）
- 救命救急センター
- 外科
- 脳神経センター（脳神経外科）
- 整形外科
- リハビリテーションセンター（リハビリテーション科）
- 小児科
- 精神科
- 皮膚科
- 形成外科
- 泌尿器科
- 産婦人科
- 感覚器センター（耳鼻咽喉科、眼科）
- 画像診断・治療センター（放射線科）
- 麻酔科
- 歯科・口腔外科
- 検査センター（病理・臨床検査科）
- 手術センター

## 医療機関の指定・認定
（この節の出典）
- 保険医療機関
- 労災保険指定医療機関
- 指定自立支援医療機関（更生医療）
- 指定自立支援医療機関（育成医療）
- 指定自立支援医療機関（精神通院医療）
- 身体障害者福祉法指定医の配置されている医療機関
- 精神保健及び精神障害者福祉に関する法律に基づく指定病院又は応急入院指定病院
- 精神保健指定医の配置されている医療機関
- 生活保護法指定医療機関
- 医療保護施設
- 戦傷病者特別援護法指定医療機関
- 原子爆弾被害者医療指定医療機関
- 原子爆弾被害者一般疾病医療取扱医療機関
- 公害医療機関
- 母体保護法指定医の配置されている医療機関
- 地域医療支援病院
- 災害拠点病院
- 救命救急センター
- 臨床研修病院
- 臨床修練病院等
- がん診療連携拠点病院
- エイズ治療拠点病院
- 特定疾患治療研究事業委託医療機関
- DPC対象病院
- 指定小児慢性特定疾病医療機関

- 公益財団法人日本医療機能評価機構認定病院[5]
- このほか、各種法令による指定・認定病院であるとともに、各学会の認定施設でもある。

## 交通
- 熊本桜町バスターミナル19番のりばより下記の路線で運行している。（桜町BTから病院まで徒歩で約10分。）

国立病院（正面玄関前）バス停 - 熊本都市バス運行「国立病院シャトルバス」（国立病院 - 桜町BT - 水道町）下車すぐ
国立病院前バス停 - 熊本都市バス運行「荒尾橋行き」（W1-1・W2-1・H1-1・H1-2系統）、「段山経由上熊本営業所行き」（U1-1系統）下車1分
- JR九州鹿児島本線上熊本駅・熊本駅下車、自動車で約7分
- 熊本市電花畑町電停より徒歩7分